# Koziegłówki
Koziegłówki – wieś w Polsce położona w województwie śląskim, w powiecie myszkowskim, w gminie Koziegłowy.
Wieś biskupstwa krakowskiego w księstwie siewierskim w końcu XVI wieku.
Do 1954 roku oraz w latach 1973–1976 miejscowość należała i była siedzibą gminy Koziegłówki. W latach 1954–1972 wieś należała i była siedzibą władz gromady Koziegłówki. W latach 1975–1998 miejscowość administracyjnie należała do województwa częstochowskiego.

## Historia
W 1106 r. Drogosław herbu Zerwikaptur miał założyć wieś Koziegłowy. Za panowania księcia polskiego Kazimierza Sprawiedliwego otrzymał ją Mikołaj herbu Lis – wojewoda krakowski, który zamek w nich założył. W dokumentach z XV w. spotykamy więc Stare Koziegłowy i Nowe Koziegłowy.
Jan Długosz pisząc Nowe Koziegłowy chciał odróżnić Koziegłowy miasto od sąsiedniej wioski, również o tej samej nazwie, dziś zwanej Koziegłówkami.
Parafia Koziegłowy Stare znana była już w dokumentach z 1325 r. 36 (na początku XIV w. nie płaciła świętopietrza).
Był w niej parafialny kościół murowany z kamienia, wzniesiony ku czci św. Michała i św. Wojciecha w 1440 przez Mikołaja Koziegłowskiego herbu Lis – kasztelana sandomierskiego (zmarł w 1437 r.). Plebanem był Klemens. Długosz podaje, że pleban w Koziegłówkach miał własne pole i łąki oraz dwie sadzawki, nie posiadał folwarku, karczmy i zagród.
Podstawą utrzymania parafii w XVI–XVII w. była dziesięcina. Pierwszy wykaz dziesięciny podał Długosz w Liber beneficiorum dioecesis Cracoviensis: "Stare Koziegłowy dawały dziesięcinę snopową i konopną (cała wieś), Pińczyce (folwark i kmiecie) – snopową i konopną wartości 10 grzywien, Markowice (kmiecie i sołectwo) – snopową i konopną, Lgota (kmiecie) – snopową i konopną." 37 W 1529 r. "Liber retaxationum" wykazuje, że Pińczyce dawały plebanowi z Koziegłówek dziesięcinę snopową wartości 10 grzywien oraz pieniężną jako sołectwo – 24 grosze, natomiast inne wsie pieniężną, np. sołectwo Mysłów – 16 groszy, w Winownie jeden kmieć – 12 groszy, Markowice – 4 grosze, Rzeniszów – 12 groszy, Kuźnica Swanek – 8 groszy, Lgota – dwie grzywny i 6 groszy, Koclin (wieś opustoszała) – 8 groszy, Koziegłówki – brak danych.
Następna wizytacja z 1612 r. -wykazała, że pleban otrzymywał dziesięcinę z pól: z Koziegłówek dawali ją kmiecie, podobnie jak z Pińczyc i z Lgoty, z Markowic – od kmieci i sołectwa, tak samo jak z Winowna, z Rzeniszowa od wszystkich mieszkańców, z Myślowa z sołectwa wykupionego przez folwark płacono 10 grzywien, a z sołectwa Kuźnica Stara – 8.
W parafii była szkoła elementarna, ochronka dla dzieci i szpital-przytułek dla ubogich i kalek.
W XVI i XVIII w. plebanii z Koziegłówek często procesowali się z parafianami o dziesięcinę. Np. w 1617 r. przed sądem stanęli chłopi: Jan Kubala, Andrzej Plaszczoch, Tomasz Miasko, Piotr Mokry, Bartłomiej Krogulec, Adam Pitera, Marcin Gawin, Urban, Mazur, Błażej Luśnia, Błażej Froncek, Jakub Nocownik i inni.
W księgach metrykalnych parafii z lat 1642–1682 znajdujących się w Archiwum Diecezjalnym w Częstochowie można znaleźć sporo nazwisk szlacheckich, np. Piasecki (1647 r.), AS-tabowski (1654 r.), A.Gorzkowski (1644 r.), Oczoszałski – dzierżawca plebanii w Koziegłówkach (1648 r.), Bliżycki, Tymiński (1648), Waruszowski, Kwieciński (1668 r.).
W 1787 r. wieś liczyła 409 mieszkańców, 53 domy, ale już w 1790 r. – 75 domów, z czego 62 rządowe czyli pańszczyźniane i 13 plebańskich. W 1802 r. wójtem w Koziegłówkach był" Tomasz Marchewka, zaś przysięgłym Łukasz Zemła.

### Zabory Polski
W XIX-wiecznym Słowniku geograficznym Królestwa Polskiego miejscowość wymieniona jest w powiecie będzińskim w gminie Koziegłowy. W 1827 roku we wsi było 90 domów, w których mieszkało 693 mieszkańców, a w 1880 roku 137 domów oraz 952 mieszkańców. Wieś liczyła 1294 mórg obszaru należącego do chłopów z czego 863 było ziemi ornej. Probostwo liczyło 3 domy, 2 mieszkańców i 6 mórg. Więcej ziemi należącej do kościoła rozdano miejscowym chłopom: 148 mórg z czego 108 ornej.
W latach 1903–1908 staraniem ks. Stanisława Zapałowskiego i komitetu kościelnego z Wojciechem Cesarzem, Antonim Będkowskim, Wojciechem Sojką i Janem Chachulskim wybudowano nowy kościół pw. św. Antoniego. Konsekrowany 26 sierpnia 1910 r. przez biskupa diecezji kieleckiej Augustyna Łosińskiego. W kościele tym znajduje się słynny obraz św. Antoniego Padewskiego, poświęcony przez papieża Urbana VIII. Przywiózł go do Koziegłówek dr Mateusz Żaczkowicz w 1635 r.

### II wojna światowa
W czasie II wojny światowej wieś włączona została w granice III Rzeszy, a Niemcy zgermanizowali nazwę miejscowości na "Dorfkosel".
Z miejscowości pochodzili
- ks. Antoni Marchewka (w latach 1945–1953 redaktor naczelny „Niedzieli”).
- ks. Stanisław Marchewka (duszpasterz na ziemiach odzyskanych).

## Obecnie
Około 30% mieszkańców utrzymuje się ze źródeł pozarolniczych, reszta pracuje na roli. W 1994 r. wieś liczyła 952 osoby (480 kobiet, 472 mężczyzn). Jest w niej szkoła podstawowa.